# یلوه نوارقهوه‌ای
یلوه نوارقهوه‌ای (نام علمی: Lewinia mirifica) گونه‌ای از پرندگان تیرهٔ یلوگان (Rallidae) است. این گونه بومی فیلیپین است که در جزیره لوزون یافت می‌شود. جزئیاتی از زندگی و زادآوری آن مشخص نیست. زیستگاه آن جنگل ابری، نزدیک جنگل کاج و باتلاق رودخانه دست‌نخورده و در ارتفاع ۵۰۰ تا ۲۲۵۰ متری فهرست شده است. این گونه تا حد زیادی از رکوردهای مهاجرت از ۲۰۰ بازدید از سال ۱۹۶۵ تا ۱۹۷۰ در گذرگاه دالتون شناخته شده است، بنابراین تصور می‌شود که مهاجر است. آخرین بازدید در سال ۲۰۱۲ بود و صدای آن به عنوان «سری نت‌های کلیک شتاب‌گیرنده قورباغه‌مانند» توصیف شده است. تهدیدها دقیقاً مشخص نیست اما در دالتون گذر شکار شده و همچنان ادامه دارد.